# Ferdinand Salomon

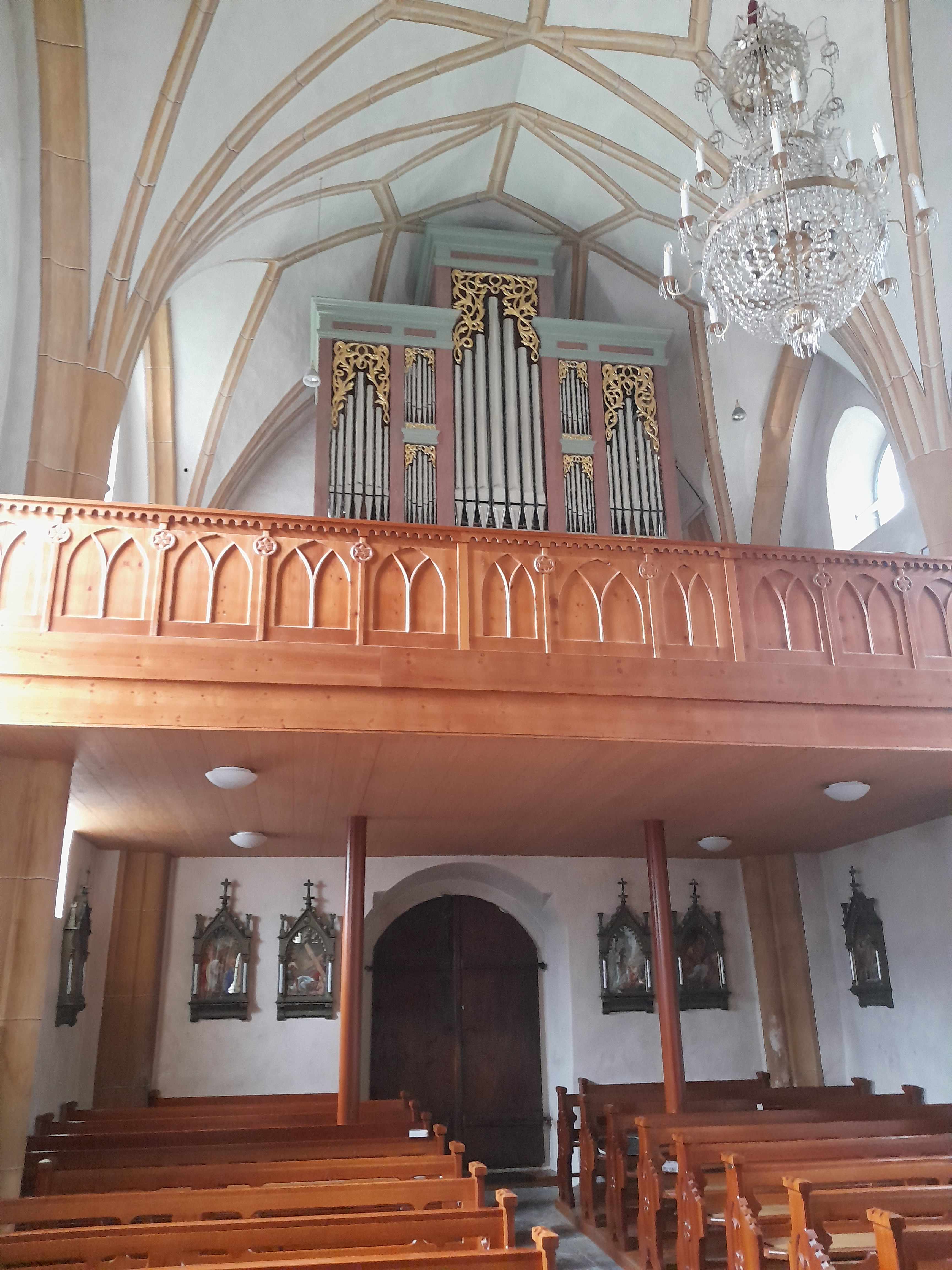
St. Nikolaus (Liesing)

Ferdinand Salomon (* ?) ist ein österreichischer Orgelbauer in Leobendorf bei Wien.

## Leben
Ferdinand Salomon wirkte als Orgelbauer bei Neubau und Restaurierungen von Orgeln in Österreich und Süddeutschland. Seine Arbeiten zeichnen sich durch handwerkliche Präzision, Verwendung traditioneller Materialien mit enger Abstimmung in der Raumakustik aus.

## Neubauten
| Jahr | Ort                          | Gebäude                            | Bild | Manuale | Register | Bemerkungen |
| ---- | ---------------------------- | ---------------------------------- | ---- | ------- | -------- | ----------- |
| 1984 | Liesing (Gemeinde Lesachtal) | St. Nikolaus (Liesing)             |      | II/P    | 14       |             |
| 1986 | Leobendorf NÖ                | Pfarrkirche Leobendorf             |      | II/P    |          |             |
| 1989 | Klein-Engersdorf             | Pfarrkirche Klein-Engersdorf       |      |         |          |             |
| 2002 | Bad Kötzting                 | Stadtpfarrkirche Maria Himmelfahrt |      | II/P    | 26       |             |
| 2009 | Umhausen                     | Pfarrkirche Umhausen               |      | II/P    | 18       |             |

## Restaurierungen
| Jahr      | Ort                   | Gebäude                    | Bild | Manuale | Register | Bemerkungen                                               |
| --------- | --------------------- | -------------------------- | ---- | ------- | -------- | --------------------------------------------------------- |
| 1984      | Poysdorf              | Pfarrkirche Poysdorf       |      | I       | 4        | Restaurierung der Chororgel                               |
| 1988      | Neudorf bei Staatz    | Filialkirche Kirchstetten  |      | I/P     | 8        | Restaurierung der Orgel von Ignaz Reinold aus 1826        |
| 1991/92   | Hartkirchen           | Wallfahrtskirche Hilkering |      | I       | 4        | Restaurierung der Orgel aus 1750                          |
| 1997      | Stronsdorf            | Pfarrkirche Stronsdorf     |      | II/P    | 19       | Restaurierung der Orgel von Jan Výmola aus 1750           |
| 2002      | Salzburg              | Festung Hohensalzburg      |      | Walze   |          | Restaurierung des Hornwerks "Salzburger Stier"            |
| 2006      | Bruck an der Mur      | Minoritenkirche            |      | I/P     | 11       | Restaurierung der Orgel von Kaspar Mitterreither aus 1730 |
| 2013      | Kaindorf bei Hartberg | Pfarrkirche Kaindorf       |      | II/P    | 17       | Restaurierung der Orgel von Ferdinand Schwarz aus 1750    |
| 2016      | Niederrußbach         | Pfarrkirche Stranzendorf   |      | I/P     | 10       | Restaurierung der Orgel von Johann Gratz aus 1820         |
| 2014–2019 | Poysdorf              | Pfarrkirche Poysdorf       |      | II/P    | 28       | Rückführung auf den Originalzustand von Wenzel Okenfus    |